# Loekie Morales
Lucrecia (Loekie) Morales  (Curaçao, 4 oktober 1958) is een Curaçaose auteur, die voornamelijk kinder- en jeugdliteratuur schrijft, zowel in het Nederlands als het Engels en Papiamentu.

## Biografie
Loekie Morales is geboren op Curaçao en woonde lange tijd op Sint Maarten. Haar moeder is op Curaçao geboren, haar vader in Venezuela. Loekie Morales' grootmoeder van moederszijde is ook van Venezolaanse afkomst. In 1979 ging Morales naar Nederland, waar ze studeerde om docente aardrijkskunde en geschiedenis te worden. In 1986 studeerde ze af en begon een post-HBO-opleiding Milieukunde aan de HTS. Daarna studeerde zij in 1993 af aan de Katholieke Universiteit Nijmegen (nu Radboud Universiteit), faculteit Beleidswetenschappen (nu Managementwetenschappen) met een doctorale graad in de milieugeografie.
Morales is tevens voorzitter van de Beyond Kultura Events Foundation (BKE) opgericht in 2015 als opvolger van de Beyond Writing Foundation (opgericht in 2003). De stichting richt zich vooral op lees- en schrijfbevordering en Storytelling. Sinds 2015 organiseert de stichting ook projecten op het terrein van uitvoerende kunsten, natuur & milieu, geschiedenis en monumentenzorg. Morales staat bekend als bedenker van innovatieve evenementen zoals de Kids Night Out (Storytelling-avond voor kinderen) en het Caribbean Living Statues Festival, de eerste in haar soort in de Caraïben.
Loekie Morales is naast haar schrijverschap en voorzitter van Beyond Kultura Events actief op het gebied van duurzame ontwikkeling (de duurzameontwikkelingsdoelstellingen van de Verenigde Naties) op Sint Maarten.
In september 2021 ontving Loekie Morales de Rotary Sunset's Literacy Award 2021 van de Rotary Club of St. Martin Sunset als erkenning voor haar bijdrage aan alfabetisering op St. Maarten en de omliggende eilanden.

## Over Loekie Morales
- Florencia V Cornet (2013) 21st Century Curaçaoan Women Writers: Revisiting, Destabilizing and (Re)imagining the Kurasoleña, Dutch Crossing, 37:1, 93-108, DOI: 10.1179/0309656412Z.00000000027